# Szczawinka (szczyt)
Szczawinka, Sypurzeń lub Munczolik – szczyt w Grupie Pilska w Beskidzie Żywiecko-Orawskim (na Słowacji są to Oravské Beskydy). Znajduje się w głównym grzbiecie, pomiędzy Tanecznikiem a Przełęczą Cudzichową. Szczawinka jest jednym z 10 najwyższych szczytów w całych polskich Beskidach.

## Nazwa
Prawdopodobnie pierwotna nazwa szczytu to Munczolik, taką nazwę (nieco zniekształconą) podał Andrzej Komoniecki (1658–1729). Nazwa Munczolik jest pochodzenia wołoskiego i rozpowszechniona jest w całych polskich, słowackich i rumuńskich Karpatach. Pochodzi od słowa munczoł, munczolik oznaczającego porośnięty lasem i dobrze wyodrębniony grzbiet lub szczyt. Na mapach austriackich na szczyt przeniesiono nazwę szczytowej hali Szczawina i błąd ten utrzymuje się na późniejszych mapach polskich. Nazwę Sypurzeń wprowadził do literatury Kazimierz Sosnowski'. Władysław Krygowski w przewodniku po Beskidach podaje: „Sypurzeń (1356 m), zw. na niektórych mapach Szczawiną”.
Obecnie nazwę Szczawinka podają mapy Geoportalu (zgodnie z państwowym rejestrem nazw geograficznych), na mapie Compassu jest to Sypurzeń, przewodnik turystyczny podaje nazwę Munczolik.

## Opis szczytu
Przez Szczawinkę przebiega granica polsko-słowacka oraz Wielki Europejski Dział Wodny. Północne stoki są polskie i opadają do doliny potoku Sopotnia, południowe do doliny słowackiego potoku Mutnianka. Jest niemal całkowicie porośnięty lasem, jedynie dolną część jego polskich, północno-zachodnich stoków nad Przełęczą Cudzichową zajmuje hala Cudzichowa. Dawniej istniała również polana na północnych, polskich stokach Munczolika, jednak obecnie zarasta lasem. Przez Munczolik prowadzą dwa szlaki turystyczne. Górne partie szczytu porasta górnoreglowy las świerkowy, szlak turystyczny prowadzi tutaj graniczną przecinką. Zachodnie stoki po polskiej stronie są strome i kamieniste.
Polskie stoki Szczawinki znajdują się w granicach wsi Sopotnia Wielka w województwie śląskim, w powiecie żywieckim, w gminie Jeleśnia.

## Szlaki turystyczne
schronisko PTTK na Hali Rysianka – Trzy Kopce – Palenica – Szczawinka – Hala Miziowa (Główny Szlak Beskidzki)
  słowacki szlak graniczny